# Nemes Erzsébet (könyvtáros)
Nemes Erzsébet (Sarkad, 1947. július 2. –) könyvtáros, a Központi Statisztikai Hivatal Könyvtár főigazgatója 2003 és 2013 között.

## Életútja és munkássága
Középiskolai tanulmányait a nagykállói Budai Nagy Antal Gimnáziumban végezte 1961 és 1965 között. 1965-től 1968-ig a Debreceni Tanítóképző Intézet népművelés–könyvtár szakán, 1981-ben a nyíregyházi Bessenyei György Tanárképző Főiskola könyvtár szakán, 1985 és 1988 között az ELTE Bölcsészettudományi Kar (ELTE-BTK) könyvtártudományi szakán folytatta tanulmányait. Ugyanitt 1996-ban doktori címet szerzett.
1968-tól 1971-ig az Edelényi Járási Művelődési Központ népművelőjeként tevékenykedett. 1972 és 1982 között a Polgár Járási (utóbb Nagyközségi) Könyvtár munkatársa volt. Ezután három évig a nyíregyházi Móricz Zsigmond Megyei Könyvtár társadalomtudományi szaktájékoztatójaként, majd 1985–1986 folyamán Szentendrén a Pest Megyei Könyvtár helytörténeti gyűjteményvezetőjeként működött. 1986 és 1989 között a szintén szentendrei Kossuth Lajos Katonai Főiskola Könyvtárát vezette. 1989-től 1996-ig az Országos Széchényi Könyvtár tudományos főmunkatársaként a mikrofilmtár szakmai irányítását végezte. 1996 és 1998 között a Központi Statisztikai Hivatal főtanácsosa, marketing-főelőadója volt.
1999 és 2002 között a KSH Könyvtár és Dokumentációs Központ főigazgató-helyettesi és olvasószolgálati osztályvezetői posztját töltötte be. 2003-tól 2013-ig főigazgatóként vezette az intézményt. Nevéhez fűződik az intézmény informatikai rendszerének és székházának korszerűsítése, megnyitása a szélesebb közönség előtt a kölcsönzési jog kiterjesztésével és a Könyvtári esték elnevezésű kulturális rendezvénysorozat életre hívásával.
Három történeti statisztikai sorozat szerkesztője, több mint negyven kötet jelent meg gondozásában vagy közreműködésével, szakcikkeinek száma meghaladja a hetvenet.

## Társasági tagságai
1976 óta a Magyar Könyvtárosok Egyesülete (MKE) tagja. 1989 és 1995 között az Olvasószolgálati Szekció titkára, 1995 és 2003 között elnöke volt, 2006-ban vezetőségi taggá választották. 1998 óta a Magyar Statisztikai Társaság tagja, 2010 óta vezetőségi tagja. 2002-ben az Olvasókörök Országos Szövetségének alelnöke, 2005-ben elnöke lett. (E pozícióját 2011-ig töltötte be.) 2003 és 2011 között az Informatikai és Könyvtári Szövetség felügyelőbizottságának elnökhelyettese volt, 2007 óta a Magyar Országos Közös Katalógus felügyelőbizottságát és a Kölcsey Ferenc Olvasókört elnököli.

## Elismerései
Munkásságát 2000-ben MKE-emlékéremmel, 2009-ben Szinnyei József-díjjal, 2012-ben Fényes Elek-díjjal ismerték el.

## Főbb művei

### Szerkesztett, összeállított kötetek
- Polgár helytörténeti bibliográfia. A Polgár Nagyközségi Tanács kiadványa Polgár község újratelepítése 250. évfordulójára (Polgár, 1977)
- Millenniumi hírlapok mikrofilmen az Országos Széchényi Könyvtárban; összeáll. Nemes Erzsébet; OSZK, Bp., 1996 (Az Országos Széchényi Könyvtár mikrofilm jegyzékei)
- Visszatekintő. Harmincéves az MKE Olvasószolgálati Szekció (Kocsis Istvánnal; Budapest, 2004)
- Fényes Elek breviárium. Válogatás műveiből, írásaiból (Budapest, 2007)
- 150 éve alakult az MTA Statisztikai Bizottsága. A jubileumi évfordulón elhangzott előadások írott anyagai (Budapest, 2010)
- A Statisztikai Hivatal vezetői (1848–2009) (Budapest, 2010)
- Szövetségben az olvasókörök. Jubileumi kötet az Olvasókörök Szövetsége megalakulásának 20. évfordulójára (Budapest, 2010)
- Bibó István a KSH Könyvtárban. Születésének 100. évfordulójára; szerk. Nemes Erzsébet; KSH Könyvtár, Bp., 2011
- A KSH Könyvtár 1945 előtti magyar és magyar vonatkozású térképei; szerk. Nemes Erzsébet; KSH Könyvtár, Bp., 2013

### Tanulmányok
- Az első könyvlajstromtól az Internetig. A könyvtárgépesítés főbb állomásai a Központi Statisztikai Hivatal Könyvtár és Dokumentációs Szolgálat történetében. Tudományos és Műszaki Tájékoztatás, 2004. 1. sz. 30–35. o.
- Könyvtárak és olvasási, könyvtárhasználati szokások 50 év távlatában a Központi Statisztikai Hivatal adatai alapján. Könyvtári Figyelő, 2007. 2. sz. 209–226. o. (Bárdosi Mónikával)
- Kőrösy József szerepe a Fővárosi (ma Fővárosi Szabó Ervin) Könyvtár megalapításában. Statisztikai Szemle, 2007. 10–11. sz. 965–983. o.
- Bibó István életútjának főbb állomásai. Könyv, Könyvtár, Könyvtáros, 2011. 12. sz. 51–54. o.
- A KSH Könyvtár fejlesztésének főbb állomásai az ezredfordulótól napjainkig. Statisztikai Szemle, 2011. 12. sz. 1289–1298. o. (Kótai Katalinnal és Lencsés Ákossal)
- Az MKE Ifjúsági/Olvasáskutatási/Olvasószolgálati szekció története. In A Magyar Könyvtárosok Egyesületének története, 1935–2009. Jubileumi kiadvány. Szerk.: Bényei Miklós. Budapest, 2011, Magyar Könyvtárosok Egyesülete. 405–418. o.